# Balvanová revoluce
Balvanová revoluce (srbochorvatsky Balvan revolucija/Балван револуција) je název pro ozbrojené povstání Srbů v Chorvatsku v oblasti bývalé Vojenské hranice, především v regionu okolo města Knin. Svůj název má díky kládám (srbochorvatsky balvani/балвани), které sloužily jako barikády na silnicích spojující několik srbských měst v oblasti se zbytkem Jugoslávie. 

## Průběh
Po prvních svobodných volbách na území SR Chorvatsko zvítězilo Chorvatské demokratické společenství s Franjo Tuđmanem v čele. Chorvatští Srbové však měli pro novou vládu jen malé pochopení a vzájemné vztahy mezi chorvatskou většinou a srbskou menšinou v této jugoslávské republice se velmi rychle zhoršily. Situace se zkomplikovala značně v létě 1990 a prvním problematickým bodem se stala Dalmácie. Nedlouho předtím totiž chorvatská vláda zavedla nové státní symboly a nové policejní uniformy. Přestože byla červeno-bílá šachovnice symbolem chorvatské republiky i za dob existence socialistické Jugoslávie, nové symboly i policejní uniformy se nápadně podobaly těm z dob existence NDH.
V polovině července 1990 vyhlásili Srbové v Kninu na lidovém shromáždění za přítomnosti pravoslavné církve a místních politiků "autonomii srbského národa". 31. července padlo rozhodnutí o uspořádání referenda. 
Dne 17. srpna 1990 vyhlásila vláda v Záhřebu referendum za nelegální a nařídila policejním jednotkám v oblasti obývané chorvatskými Srby, aby odevzdaly veškeré zbraně. Na tento krok reagovali srbští představitelé okamžitou blokádou silnic. Bariéry hlídaly ozbrojené stráže. 
Paralelně s blokádou významných silnic, spojujících jaderské pobřeží s chorvatským a bosenským vnitrozemím, vyhlásila Srbská národní rada referendum o autonomii srbského obyvatelstva v Chorvatsku. Starosta općiny Knin, Milan Martić, ještě téhož dne vyhlásil válečný stav. Do pohotovosti byly uvedeny jak jednotky Jugoslávské lidové armády, tak i policejní síly republiky Chorvatsko. Chorvatská média vykreslila vzpouru jako pokus srbských vzbouřenců, podporovaných z Bělehradu, poškodit turistický průmysl, na kterém byla republika životně závislá. Většina dopravních tahů, která totiž byla blokována, sloužila i pro zahraniční turisty, kteří hojně navštěvovali Jugoslávii. 
Jugoslávská lidová armáda situaci sledovala se znepokojením a informovala, že zahájí ozbrojenou operaci v případě, kdy padne první oběť incidentů.[zdroj?] Tři helikoptéry chorvatské policie, které byly vyslány do oblasti na hlídkování, vyprovodilo z problematického regionu jugoslávské letectvo, které uvedlo do pohotovosti několik stíhaček. 
Referendum se uskutečnilo dne 19. srpna 1990. Chorvatská média vykreslovala danou situaci jako značně chaotickou, neznající ani o čem se přesně bude na území općiny Knin a několika dalších hlasovat. Otázka, která stála před účastníky plebiscitu, byla krátká, a to: Jste-li pro srbskou autonomii? (srbochorvatsky Да ли сте за српску аутономију?)

## Závěr
Po zablokování cest nedocházelo až do března 1991 k žádným otevřenějším střetům s výjimkou drobných potyček. V prosinci 1990 nicméně několik většinově srbských obcí v Dalmácii přijalo Statut srbské autonomní oblasti Krajiny, čímž byl učiněn významný krok k vzniku Republiky Srbská Krajina.